# اوشنپورت، نیوجرسی
اوشنپورت (به انگلیسی: Oceanport) شهری در ایالت نیوجرسی کشور ایالات متحده آمریکا است که جمعیت آن در سرشماری سال ۲۰۱۰ میلادی، ۵٬۸۳۲ نفر بوده‌است.